# Dragonsdawn
Dragonsdawn este un roman științifico-fantastic și fantezie din seria Dragonriders of Pern. Romanul este scris de Anne McCaffrey și publicat prima oară în august 1989. Din punct de vedere al cronologiei de pe Pern, cartea este a doua, după The Chronicles of Pern: First Fall și înainte de Red Star Rising (Dragonseye în Statele Unite).
Deși unii cercetători se întreabă dacă nu cumva seria este fantastică și nu științifico-fantastică, romanul Dragonsdawn stabilește în mod clar natura science-fiction a seriei, prin definirea științei din spatele dragonilor lui Anne McCaffrey. Romanul de asemenea, prezintă detaliat dezvoltarea genetică a dragonilor de către prima generație de coloniști întrucât cărțile anterioare au menționat că această dezvoltare a avut loc mai târziu.

### Povestea
În romanul Dragonsdawn, planeta Pern a fost colonizată de coloniști inițial de pe Pământ, de pe prima bază de pe Lună și din colonia din sistemul Alfa Centauri. Acești oameni trăiau într-o societate tehnocratică în convalescență după un război cu o rasă extraterestră. Colonia era condusă de amiralul Paul Benden și guvernatorul Emily Boll, care au fost amândoi lideri cheie în războiul cu extratereștrii. 6000 de coloniști au vrut să se întoarcă la o societate agrară, cu un nivel al tehnologiei atât de scăzut încât s-au pregătit să facă o călătorie numai dus de 15 ani într-o parte izolată a galaxiei.
La mai puțin de un deceniu după ce prima colonie a fost întemeiată, coloniștii au descoperit că planeta lor este atacată periodic din spațiul cosmic de spori care distrug substanțele organice la contact, amenințarea a fost numită Firul (engleză Thread). Sporii erau cauza acelor cercuri misterioase observate de echipa EEC. Fiindu-le imposibil să se retragă din fața pericolului, coloniștii au dezvoltat metode de combatere a acestei amenințări. O mică formă de viață indigenă, șopârla-de-foc (engleză Fire-Lizard), a fost descoperită ca posedând adaptări remarcabile împotriva amenințării (Thread): zborul, teleportarea, telepatie limitată și capacitatea de a mesteca rocă din fosfin pentru a arunca flăcări. (O altă temă favorită a lui McCaffrey: manipulare biologică, folosită ca un mijloc care le permite coloniștilor să lupte cu amenințarea.)
Kitti Ping, un om de știință instruit în manipulare genetică de către Eridani, a modificat genetic aceste șopârle-de-foc transformându-le în dragoni mai mari cu respirație de foc și care comunicau telepatic cu oamenii. Spre deosebire de alte legende și scrieri literare, dragonii sunt complet prietenoși față de oameni. Ei au ajutat oamenii să evite sporii ucigași din spațiu. Călărețul de Dragon a devenit o profesie extrem de importantă și extrem de respectată, mai ales după migrarea în masă spre continentul nord, unde au trăit în Weyrs, și, cu timpul, coloniștii și-au uitat originea lor terestră.

## Teme
- Mâncarea
- Nașterea (atât a oamenilor, cât și a dragonilor; atât literal cât și metaforic)

## Personaje
- Paul Benden
- Emily Boll
- Sorka Hanrahan
- Sean Connell
- Kitti Ping Yung
- Fleur du Vent
- Carenath
- Faranth
- Sallah Telgar
- Tarvi Andiyar
- Ezra Keroon
- Zi Ongola
- Kenjo Fusaiyuki
- Joël Lilienkamp
- Avril Bitra
- Bart Lemos
- Jim Tillek